# Too Much (série de televisão)
Too Much é uma série de televisão americana É comédia romântica criada por Lena Dunham e Luis Felber, estrelada por Megan Stalter e Will Sharpe. Foi lançado na Netflix em 10 de julho de 2025.

## Premissa
A nova-iorquina Jessica começa uma nova vida em Londres após um rompimento completamente desastroso e encontra uma conexão com Felix.

## Elenco

### Principal
- Megan Stalter como Jessica
- Will Sharpe como Felix

### Recorrente
- Michael Zegen como Zev
- Prasanna Puwanarajah como Auggie
- Rita Wilson como Lois Salmon
- Dean-Charles Chapman as Gaz
- Daisy Bevan como Josie
- Rhea Perlman as Dottie
- Emily Ratajkowski como Wendy Jones
- Richard E. Grant as Jonno Ratigan
- Janicza Bravo como Kim Keith Independiente
- Lena Dunham como Nora South
- Oliver Nirenberg como Dash South
- Andrew Rannells como James South
- Leo Reich como Boss Gibbons
- Naomi Watts como Ann Ratigan
- Adèle Exarchopoulos como Polly
- Adwoa Aboah como Linnea

### Participações
- Jessica Alba como ela mesma
- Kit Harington como pai de Jessica
- Andrew Scott como Jim Wenlich Rice
- Stephen Fry como Simon Remen
- Kaori Momoi como Aiko Remen
- David Jonsson como Oriel Terrabianco
- Sophia Di Martino como Silvia Violet
- Sonoya Mizuno como Peregrine
- Rita Ora como ela mesma
- Jennifer Saunders como Fiona
- Alix Earle como ela mesma
- Jake Shane como ele mesmo
- Owen Thiele como ele mesmo

## Episódios

### 1.ª temporada (2025)
| N.º geral | N.º na temp. | Título                       | Dirigido por              | Escrito por                    | Lançamento          |
| --------- | ------------ | ---------------------------- | ------------------------- | ------------------------------ | ------------------- |
| 1         | 1            | "Nonsense & Sensibility"     | Lena Dunham               | Lena Dunham                    | 10 de julho de 2025 |
| 2         | 2            | "Pity Woman"                 | Lena Dunham               | Lena Dunham                    | 10 de julho de 2025 |
| 3         | 3            | "Ignore Sunrise"             | Lena Dunham               | Lena Dunham                    | 10 de julho de 2025 |
| 4         | 4            | "Notting Kill"               | Lena Dunham               | Lena Dunham                    | 10 de julho de 2025 |
| 5         | 5            | "Pink Valentine"             | Lena Dunham               | Lena Dunham                    | 10 de julho de 2025 |
| 6         | 6            | "To Doubt a Boy"             | Lena Dunham               | Lena Dunham & Collier Meyerson | 10 de julho de 2025 |
| 7         | 7            | "Terms of Resentment"        | Lena Dunham & Luis Felber | Lena Dunham                    | 10 de julho de 2025 |
| 8         | 8            | "One Wedding and a Sex Pest" | Janicza Bravo             | Lena Dunham & Monica Heisey    | 10 de julho de 2025 |
| 9         | 9            | "Enough, Actually"           | Alicia MacDonald          | Lena Dunham                    | 10 de julho de 2025 |
| 10        | 10           | "The Idea of Glue"           | Lena Dunham               | Lena Dunham                    | 10 de julho de 2025 |

## Produção

### Desenvolvimento
O casal Lena Dunham e Luis Felber produziram a série de dez episódios com Dunham dirigindo e Felber fornecendo música original. Os produtores executivos também incluem Tim Bevan, Eric Fellner, Michael P. Cohen, Surian Fletcher-Jones e Bruce Eric Kaplan, com Camilla Bray como produtor. A série é produzida pela Working Title Television, bem como pelo banner Good Thing Going de Dunham.

### Seleção de elenco
Megan Stalter e Will Sharpe foram confirmados nos papéis principais em dezembro de 2023. Em fevereiro de 2024, Emily Ratajkowski estava supostamente em negociações para um papel. Uma lista de elenco mais completa foi anunciada no mês seguinte.

### Filmagens
As filmagens ocorreram em Beaconsfield, Buckinghamshire, em fevereiro de 2024. As filmagens ocorreram no Brooklyn, Nova York, em junho de 2024. As filmagens também ocorreram em Londres em 2024.

## Lançamento
Too Much estreiou na Netflix em 10 de julho de 2025.

## Recepção
O site agregador de avaliações Rotten Tomatoes relatou um índice de aprovação de 81% com base em 57 avaliações críticas. O consenso dos críticos do site diz: “Uma vitrine vencedora para Megan Stalter, a abordagem de Too Much ao amor moderno é friamente distante, mas o senso de humor aguçado da criadora Lena Dunham permanece certo”. Metacritic, que usa uma média ponderada, atribuiu uma pontuação de 68 em 100 com base em 30 críticos, indicando “geralmente favorável”.
Revisando a série para USA Today, Kelly Lawler deu uma classificação de 3/4 e o descreveu como “muito engraçado e doce, mas também às vezes distintamente melancólico, e navega em seus diferentes humores graciosamente”. Ben Travers do IndieWire deu um B e disse: “O mais recente de Dunham realiza um ato de equilíbrio complicado: dar ao público o que esperamos de uma comédia romântica de TV, bem como o que nem sempre temos. Inkoo Kang do The New Yorker comentou: “Com seus turnos de megário e doçura sorrateira, a experiência de assistir parece muito como se apaixonar.” Robert Lloyd do Los Angeles Times escreveu, “O final do jogo, quando chegamos a ele, não poderia ser mais convencional - o que, imagino, seja a ideia.”